# Institut préparatoire aux études scientifiques et techniques
L'Institut préparatoire aux études scientifiques et techniques (arabe : المعهد التحضيري للدراسات العلمية والتقنية) ou IPEST est un établissement tunisien d'enseignement supérieur dépendant de l'université de Carthage et basé à La Marsa.
Créé par la loi n°91-43 du 26 juin 1991, il assure la préparation :
- aux concours d'entrée aux grandes écoles d'ingénieurs tunisiennes, telle l'École polytechnique de Tunisie, et à certaines grandes écoles d'ingénieurs françaises comme Polytechnique, les écoles des mines et les écoles centrales ;
- aux concours d'agrégation en sciences physiques et en mathématiques.

L'ensemble du projet est « un axe essentiel du partenariat franco-tunisien en matière de formation des élites scientifiques » tunisiennes.

## Formation

### Cycle préparatoire

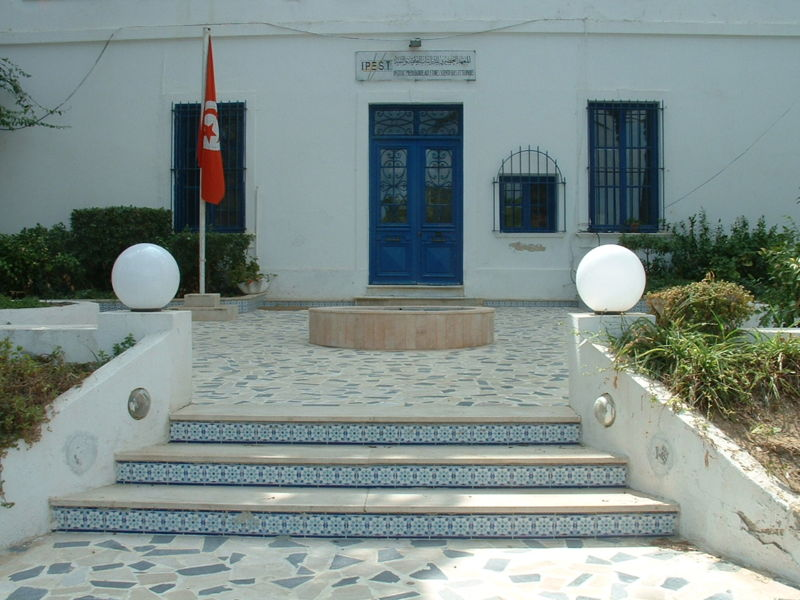
Entrée du bâtiment administratif.

Ce cycle de formation accueille ses premiers étudiants en 1992. L'accès aux classes préparatoires de l'IPEST se fait par une procédure sélective qui concerne les meilleurs élèves des classes terminales (section mathématiques) des lycées. Les études s'effectuent sur deux années au terme desquelles les étudiants présentent les concours d'entrée aux grandes écoles tunisiennes et françaises. En conséquence, le programme est à la fois celui des classes préparatoires françaises, dans les filières maths-physique (MP), physique-chimie (PC) et, dès 2006, physique et sciences de l'ingénieur (PSI), ainsi que celui des autres instituts préparatoires aux études d'ingénieurs (IPEI) dans les filières MP et PC. Les étudiants bénéficient d'une bibliothèque richement dotée et d'un internat dans un cadre agréable à l'entrée de Sidi Bou Saïd.

### Cycle agrégatif
Ce cycle de formation accueille ses premiers étudiants en 1991. La préparation aux concours des agrégations de mathématiques ou de sciences physiques (option physique) s'effectue sur deux années qui, une fois l'agrégation obtenue, sont prises en compte pour l'avancement et le calcul de la retraite. Elle concerne des étudiants issus de maîtrise qui seront appelés à enseigner en classes préparatoires, à l'IPEST ou dans les autres instituts préparatoires de Tunisie. L'accès se fait par concours (sur épreuves écrites et orales).

## Grève de juin 2008

### Causes
Le 12 juin 2008, durant la préparation des examens du mini-concours, les étudiants de première année prennent connaissance sur Internet d'une circulaire annonçant de nouvelles réformes concernant l'attribution des bourses d'études aux grandes écoles d'ingénieurs françaises qui étaient jusque-là systématiques pour tous les étudiants admis aux concours des classes préparatoires aux grandes écoles (CPGE).
La circulaire no 08/46 du 2 juin 2008 indique notamment qu'à partir de l'année universitaire 2008-2009 le ministère de l'Enseignement supérieur et de la Recherche scientifique ne prendrait en charge pour les examens oraux des concours d'accès aux grandes écoles d'ingénieurs françaises qu'un maximum de 50 % des candidats, y compris ceux ayant des revenus limités dûment justifiés. Par ailleurs, seuls 30 % des étudiants admis dans l'un de ces concours peuvent postuler à une bourse d'État et doivent s'engager à travailler pour une entreprise tunisienne pendant dix ans après l'acquisition de leur diplôme. Le père du candidat à la bourse doit signer en caution solidaire de son enfant.

### Réactions

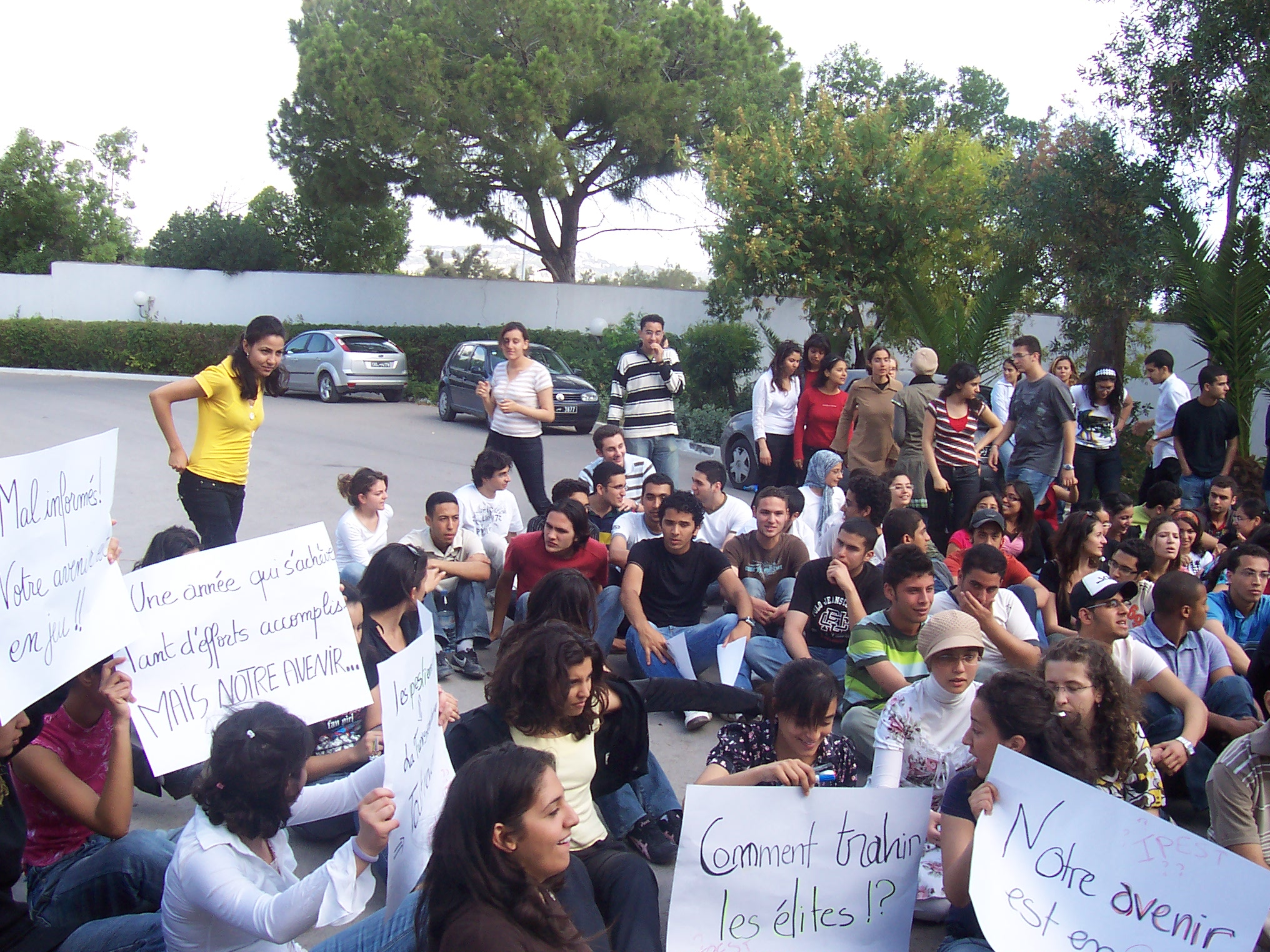
Étudiants en grève à l'IPEST.

La totalité des élèves de Maths Sup (MPSI et PCSI) décident alors d'entrer en grève et de boycotter leurs examens de mini-concours pour contester le contenu de la circulaire, affirmant que ces mesures auraient dû être prises avant leur affectation à l'IPEST pour ne pas avoir un effet rétroactif : 
« Lorsque nous avons été orientés à l'IPEST, la règle était que tous les étudiants bénéficient d'une prise en charge entière de leurs examens oraux en France. En plus, tous les étudiants admis peuvent postuler à une bourse d'État pour poursuivre leurs études à l'étranger. Nous nous sommes engagés à poursuivre nos études à l'IPEST sur cette base de prise en charge exclusive de nos examens d'accès aux grandes écoles françaises et de nos études supérieures ultérieures. Ce n'est pas normal que l'on vienne nous informer maintenant de ce changement de cap. Et puis c'est une décision qui n'est pas réglementaire. Lorsque nous avons été affectés à l'IPEST, il y a bien un règlement, des clauses administratives et des procédures usuelles qui organisent l'enseignement dans cet institut. C'est ce règlement et ces pratiques qui s'appliquent à notre promotion. Si l'administration, voire le ministère, veut changer ce cadre réglementaire, elle est appelée à aviser au préalable les étudiants concernés pour qu'ils fassent leurs choix en intime conviction. »

### Attitude du directeur
Selon les élèves, le directeur Hechmi Saïed n'aurait pas pris le soin de les informer du contenu de la circulaire alors que sa première phrase indiquait qu'il était obligatoire que celui-ci en informe chaque élève « personnellement et par écrit ». Une vidéo déposée sur Google Vidéos montre ce dernier interpeller les élèves s'apprêtant à entamer la grève en les traitant de « menteurs » en raison de la diffusion d'informations erronées sur la circulaire. Les élèves indiquent que le directeur a refusé de discuter avec eux en les traitant d'« idiots » et de personnes cherchant à « voyager illégalement en France », faisant allusion au fait que la plupart des étudiants visent l'intégration de grandes écoles d'ingénieurs en France.
Dans une interview donnée au quotidien Le Temps, Hechmi Saïed répond que la « loi 1991 de création de l'IPEST ne mentionne pas qu'elle ne donne accès qu'aux écoles françaises de formation d'ingénieurs » et précise que « c'est l'usage qui a ancré dans les esprits le fait que la majorité de nos étudiants vont dans les écoles françaises ».

### Fin de la grève
Après des pressions sur le ministère de la part des élèves et de leurs parents, le ministère décide de reporter l'application de la circulaire sur la promotion suivante qui sera informée de son contenu avant son intégration à l'IPEST. La grève se termine le 17 juin avec la reprise des examens du mini-concours le 19.

## Association des anciens de l'IPEST
L'Association des anciens de l'IPEST (ADAI) est créée en février 1999 pour servir d'espace de communication et de coopération entre les anciens étudiants de l'établissement. Ses actions sont notamment l'organisation de réunions, de soirées, de concerts, d'expositions et de conférences, de voyages, de manifestations sportives, etc. L'ADAI s'occupe aussi de l'orientation et de l'accueil des nouveaux élèves. Depuis quelques années, elle organise également un dîner ramadanesque et un barbecue de l'Aïd à Paris, ainsi qu'un forum des grandes écoles d'ingénieurs françaises et tunisiennes à l'IPEST, et dispose d'un annuaire des anciens et d'une revue trimestrielle : L'Hirondelle.

## Directeurs
- 1992 à 1995 : Mohamed Jaoua
- 1995 à 2001 : Faouzia Charfi
- 2001 à 2004 : Hassen Maaref
- 2005 à 2008 : Hechmi Saïd
- 2008 à 2011 : Ismail Khattech
- 2011 à 2017 : Mohamed Fadhel Ben Cheikh Larbi
- 2017 à 2024 : Manef Ben Abderrabba
- depuis 2024 : Mohamed Ali Jendoubi